# Luigi Chitti
(Vincenzo Gioberti, Primato morale e civile degli Italiani, 1844)
Luigi Chitti (Cittanova, 17 aprile 1784 – New York, 2 settembre 1853) è stato un economista e filosofo italiano.

## Biografia
Figlio di Giuseppe Chitti, avvocato e giudice alla Gran Corte Criminale di Reggio e di Saveria Barbaro, nativa di Napoli.
Partecipò a Napoli, col padre ed i fratelli, alla rivoluzione del 1799. In seguito alla capitolazione del Forte Castel Nuovo, riparò in Francia. A Parigi, terminò gli studi giuridici e strinse amicizia con molti patrioti del tempo.

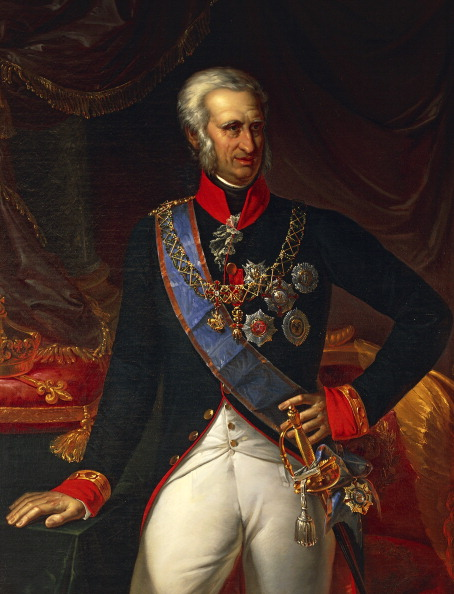
Ferdinando I delle Due Sicilie

Tornato a Napoli, esercitò in città la professione di avvocato e nel 1808 difese Casalnuovo (l'odierna Cittanova) contro la feudataria del luogo, Maria Grimaldi-Serra, ultima principessa di Gerace, davanti alla regia commissione feudale. Fattosi un nome come avvocato, dopo la restaurazione ebbe la nomina di segretario generale al Ministero di Grazia e Giustizia del Regno.
A Napoli sposò, il 14 settembre 1822, Maria Amalia Hipman, nata a Napoli il 17 gennaio 1802 e figlia di Emanuele, un capo dipartimento di uno dei Ministeri del Regno, e di Giulia Rossi.
La coppia ebbe due figli, Roberto (1823-1832) e Maria Malvina (1824-1826), morti entrambi giovanissimi.
Nel 1820, Luigi Chitti fu coinvolto nella rivolta contro Ferdinando I organizzata dai sottotenenti Morelli e Silvati, fu quindi privato della carica ed esiliato.

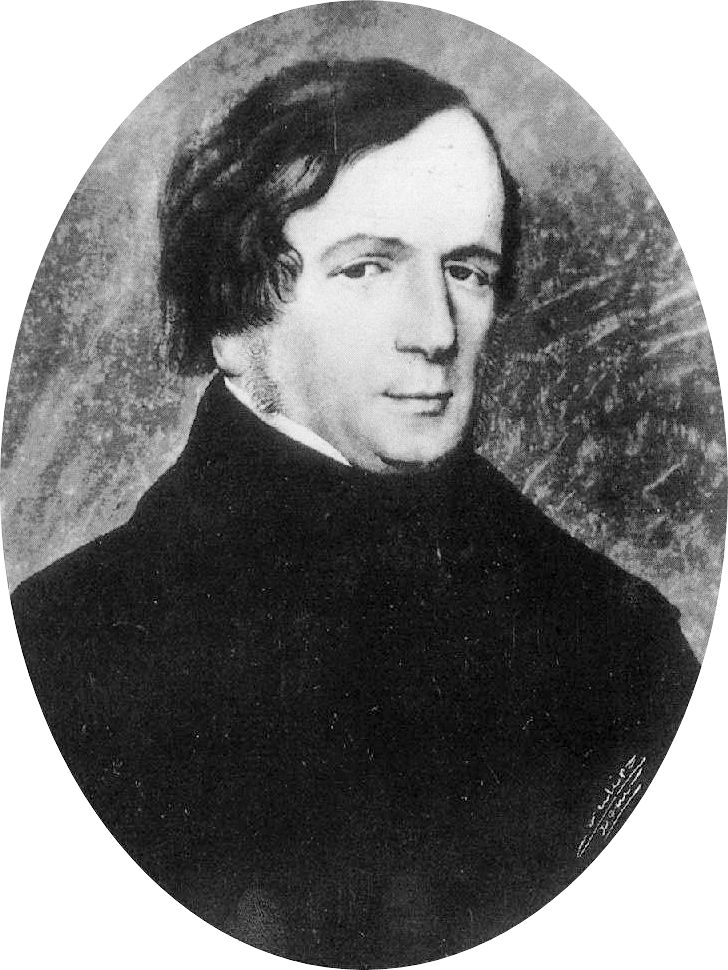
Vincenzo Gioberti

Passò un periodo a Londra, e nel 1826 tentò di ritornare a Napoli, ma ebbe l'inibizione ufficiale a rientrare nella capitale.
Andò a Firenze e di lì a poco, chiamato da amici, si recò a Bruxelles.
In Belgio diede lezioni di diritto pubblico e di economia sociale, ottenne la carica di segretario della Banca Fondiaria e si fece un nome. Nel 1833, il governo belga gli conferì la licenza di professare Economia Sociale, e tenne quattro letture pubbliche nel Museo di Bruxelles. Le sue quattro letture furono intitolate da lui stesso «Corso di Economia sociale», compendio delle sue vaste vedute e della sua non comune cultura sull'argomento. Nel corso dello stesso anno, pubblicò altre opere ed in seguito alla fama acquisita, il governo belga, nell'ottobre del 1834, gli conferì la carica di professore ordinario alla facoltà di diritto dell'Università di Bruxelles.
In Belgio, Chitti pubblicò la maggior parte dei suoi lavori e strinse amicizia con Vincenzo Gioberti, che lo definirà valente economico. Nonostante la revoca dell'esilio, l'economista non tornò a Napoli ma rimase in Belgio ancora per parecchi anni fino a quando partì per gli Stati Uniti nel 1844.
In America, Luigi (Louis) Chitti tentò varie imprese commerciali, ma difficoltà sopravvenute gli fecero abbandonare presto i suoi progetti e nel 1847 si stabilì a New York dove morì per un colpo apoplettico la notte di venerdì 2 settembre 1853..

## Opere principali
- Trattato di economia politica o semplice esposizione del modo col quale si formano, si distribuiscono e si consumano le ricchezze; seguito da un'epitome dei principi fondamentali dell'economia politica di Giovanni Battista Say...tradotto dal francese 3 voll., Napoli, Stamperia del Ministero della Segreteria di Stato, 1817
- Cours d'économie politique Bruxelles, 1833
- Cours d'économie sociale (Discours d'ouverture prononcé le 14 décembre 1833, Bruxelles, Jobert, 1834; 2e Lecture, 21 décembre 1833, Bruxelles, Ode et Wodon, 1834; 3e et 4e Lecture, 4 et 11 janvier 1834) Bruxelles, Ode, 1834
- Des crises financières et de la réforme du système monétaire Bruxelles, Meline, 1839